# Fukusaburō Harada
Fukusaburō Harada (原田 福三郎?, Harada Fukusaburō; fl. XX secolo) è stato un calciatore giapponese, di ruolo portiere.

## Carriera
Dopo essere stato ammesso nella Nazionale di calcio giapponese, ha giocato due partite: contro le Filippine (sconfitta per 2-1) e  contro la Cina (sconfitta per 5-1).
Harada ha anche fatto parte della squadra comunale di Osaka.